# Batalla de Habana
La batalla de Habana fue el último gran enfrentamiento dentro de las campañas terrestres de la Guerra de Independencia de Maynas y significó el final definitivo del dominio español en la Amazonia, ocurrió en Habana, uno de los seis distritos de la provincia de Moyobamba, capital del departamento de San Martín, el 23 de septiembre de 1822. La batalla, aunque es subvalorada por la mayoría de historiadores, jugó un rol muy importante en la independencia del Perú, al igual que la batalla de Ayacucho. La batalla de Habana conllevó a la emancipación de Maynas, propiciando su unificación a los  Departamentos Libres del Perú.

## Antecedentes
Nicolás Arriola, informado de los motines del sargento realista Santiago Cárdenas, quien era apoyado por los criollos de Moyobamba, creó un lazo de confianza con su tropa mestiza y criolla, ya que estos seguían siendo fiel a la causa patriota. Desde Chachapoyas Nicolás Arriola decidió enviar una avanzada a tomar contacto con la población aborigen de toda la Amazonia faltante.

## Combate
Santiago Cárdenas, envalentonado por el apoyo del virrey y la iglesia salió de Moyobamba para enfrentar el avance del coronel argentino Nicolás Arriola, siendo derrotado en sucesivas batallas de la Ventana, Visitador y Rioja, replegándose con sus fuerzas en la ciudad de Habana. Cárdenas recibió refuerzos únicamente de Moyobamba enviados por la aristócrata Eulalia Ríos. Apoyo de 600 hombres al mando de Eustaquio Babilonia y Sánchez Pareja, pero en el trayecto se les mojó la pólvora con la lluvia. Esperó y no llegaron refuerzos de Lima. Arriola informado de esta eventualidad, decide atacar a los realistas y sale de Rioja con dirección a Habana el 22 de setiembre de 1822 por la tarde, pernoctando a la margen del río Tónchima. Cárdenas y sus fuerzas conocedor de la presencia de Arriola, tuvieron pánico y decidieron atacar a escondidas a los patriotas, dirigiendo sus fuerzas por los pantanos de Estante Rupashka en horas de la madrugada del día 23,
pero en este lugar fueron emboscados y derrotados por el Ejército Invisible de los indígenas rebeldes de los Sacachupas, en una sangrienta batalla haciéndoles retroceder hacia el pueblo de Habana.
Por su parte Arriola que había pernoctado a la margen del río Tónchima, partieron muy temprano el 23 de setiembre de 1822 y
llegaron sin contratiempos a las 4 de la mañana a las márgenes de la quebrada de Tangumí. Aquí fueron informados de que el Ejército
Invisible de los Sacachupas (carapintadas) había enfrentado y derrotado en los pantanos al motinero de Cárdenas y su tropa.
Arriola emprendió la marcha en dirección a los pantanos de Estante Rupashka apresando a muchos realistas que retrocedían con destino a Habana y otros que huían dispersos por el bosque entre ellos el sargento Santiago Cárdenas. En la plaza de Habana fueron fusilados algunos cabecillas realistas entre ellos Fernando Sánchez Pareja, uno de los motineros y los demás prisioneros en número aproximado de 42 fueron enviados a Trujillo para su juzgamiento.
La Batalla de Habana es el acontecimiento más importante por la libertad de los pueblos de la Amazonía peruana y contenetal realizado un 23 de setiembre de 1822.
Esta heroica Batalla de Habana es una de las tantas cuyo triunfo pertenece a las poblaciones indígenas de la Amazonía.
Acontecimientos reducidos por los gobernantes de todos los países que participaron por la independencia hispanoamericana.
La Batalla de Habana representa la victoria contundente del Ejército Invisible a quienes les calificaron de Sacachupas, integrado por indígenas y mestizos, quienes estuvieron camuflados con follaje, con los rostros pintados, sus cabezas cubiertas de plumas y provistos de poderosas lanzas y flechas.

### Ingreso Patriota a Habana
Luego del contundente triunfo, el Ejército invisible hizo su ingreso triunfal a la ciudad de Habana. Su presencia causó pánico en la población quienes huyeron a esconderse entre los bosques que actualmente se ubica en Habana Nueva. El Ejército Invisible continuó su viaje hacia Moyobamba, centro de operaciones de las autoridades españolas, autores de las peores atrocidades cometidas en contra la población aborigen durante más de tres siglos de horror, persecución, esclavismo y genocidio.
En Moyobamba los patriotas buscaron a las autoridades coloniales y les dieron muerte, destriparon en las calles a los que intentaban escapar, el obispo Sánchez Rangel, uno de los instigadores contra la independencia y sus funcionarios, lograron huir pero sus viviendas fueron destruidas.

### Ingreso Patriota a Moyobamba
Arriola luego de permanecer dos días en Habana dirigió sus fuerzas triunfales a Moyobamba el 25 de setiembre de 1822, ocupando la ciudad que encontró desierta debido a la huida de los españoles ante la presencia del ejército patriota. Las tropas de Arriola destruyeron las viviendas de las autoridades españolas entre ellas la del Obispo Hipólito Sánchez Rangel y Fayas de Quiroz.